# Cantonul Montréjeau
Cantonul Montréjeau este un canton din arondismentul Saint-Gaudens, departamentul Haute-Garonne, regiunea Midi-Pyrénées, Franța.

## Comune
- Ausson
- Balesta
- Bordes-de-Rivière
- Boudrac
- Cazaril-Tambourès
- Clarac
- Cuguron
- Le Cuing
- Franquevielle
- Lécussan
- Loudet
- Montréjeau (reședință)
- Ponlat-Taillebourg
- Saint-Plancard
- Sédeilhac
- Les Tourreilles
- Villeneuve-Lécussan